# NGC 1360
NGC 1360 هي مجرة تتبع كوكبة الكور. اكتشفها لويس سويفت في 1868.

## روابط خارجية
- NGC 1360 على موقع ويكي سكاي: DSS2, SDSS, GALEX, IRAS, Hydrogen α, X-Ray, Astrophoto, Sky Map, Articles and images